# Frejgatan

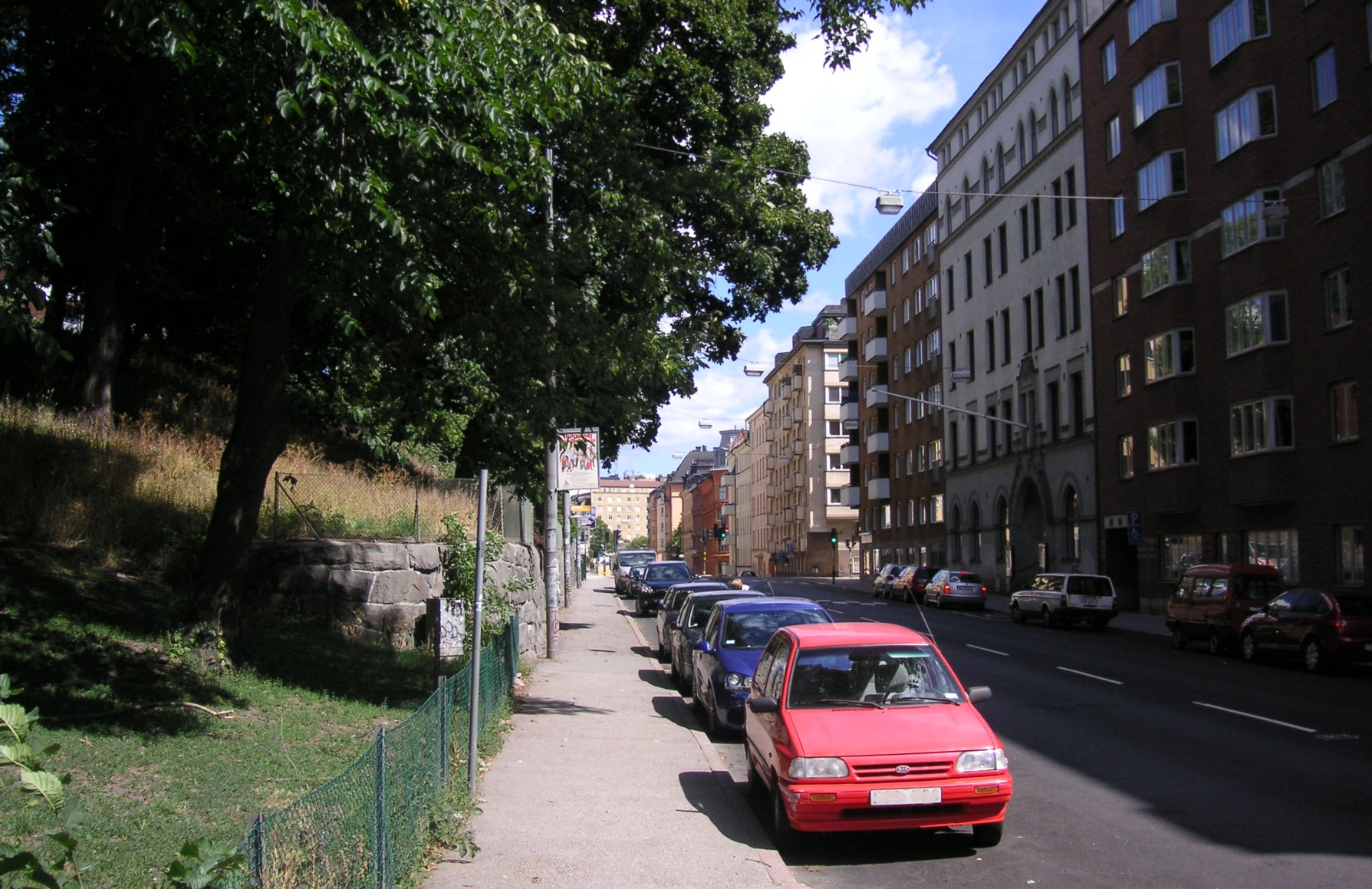
Frejgatan vid Vanadislunden

Frejgatan är en gata i stadsdelarna Östermalm och Vasastan i Stockholms innerstad. 
Frejgatan sträcker sig från Valhallavägen i öst till Karlbergsvägen i väst och är ca 1,4 km lång. Gatan fick sitt namn vid den stora namnrevisionen år 1885 och tillhör kategorin “den nordiska gudaläran”.  Guden Frej eller Frö rådde över solsken och regn, årsväxt och fruktbarhet. Vid Frejgatans östra del finns Vanadislunden med Stefanskyrkan.